# Solo (Kaipa)
Solo is het derde studioalbum van de Zweedse band Kaipa.

## Inleiding
Het album werd opgenomen in december 1977 in de Europa Film Studios in Stockholm. De band had personeelswisselingen achter de rug. Bassist Tomas Eriksson was vanwege muzikale meningsverschillen vertrokken en vervangen door Mats Lindberg, schoolmaatje van Stolt. Toegevoegd werd zanger Mats Löfgren, in Zweden enigszins bekend uit de band Rio-Brazzaville. Hij moest Hans Lundin ontlasten van het zingen, die kon zich zodoende geheel wijden aan zijn werk achter de toetsen. De wijze van werken zorgde voor een tweedeling. Lundin kwam met muziek, die nog verder uitgewerkt moest worden, Stolt met kant-en-klare muziek. Dit resulteerde erin dat werk van Stolt voorrang kreeg. Een episch werk van Lundin werd terzijde geschoven. De basis voor de opnamen waren al gelegd in de maanden voordat de studio werd betrokken. Demo’s stammen uit oktober en november 1977. Het idee om in het Engels te zingen werd weer losgelaten; het werd weer Zweeds. Vermoedelijk werd het album alleen in Scandinavië uitgegeven.
De platenhoes is van de hand van Lasse Holm; hij ontwierp ook de hoes van de bos uitgegeven door InsideOut Music.
Het album werd in 1994 door Musea Records heruitgegeven met drie bonustracks bestaande uit liveopnamen. In 2005 volgde de boxset van InsideOut Music zonder bonustracks. In 2016 kwam er een heruitgave van Tempus Fugit.

## Musici
- Ingemar Bergman – drumstel, percussie, gelach
- Mats Lindberg – basgitaar, Moog Taurus baspedalen,
- Hans Lundin, toetsinstrumenten, zang
- Roine Stolt – gitaren, gitaarsynthesizer, percussie, zang
- Mats Löfgren – zang, percussie

## Muziek
| Nr. | Titel                                           | Duur |
| --- | ----------------------------------------------- | ---- |
| 1.  | Den skrattande grevinnan (Stolt)                | 4:46 |
| 2.  | Sen repris (Stolt, Löfgren)                     | 3:22 |
| 3.  | Flytet (Stolt)                                  | 2:46 |
| 4.  | Ana dig (Stolt, Löfgren)                        | 4:05 |
| 5.  | Frog funk (Stolt)                               | 3:35 |
| 6.  | Visan I sommaren (Lundin)                       | 3:35 |
| 7.  | Lundin (Stolt)                                  | 3:25 |
| 8.  | Respektera min värld (Löfgren, Lundin, Bergman) | 6:16 |
| 9.  | En ingelkotts död (Lundin)                      | 3:40 |
| 10. | Total förvirring (Stolt, Löfgren)               | 7:25 |
| 11. | Sista på plan (Stolt, Löfgren)                  | 7:38 |

## Nasleep
Niet alleen de twee wijzen van componeren braken de band op. Het steeds maar optreden begon ook zijn tol te eisen. In het voorjaar van 1979, toen geprobeerd werd een nieuw album van de grond te krijgen, bleken de verschillen te groot geworden. Stolt was al bezig met een album onder zijn eigen naam (Fantasia) en kondigde zijn vertrek aan. Het laatste concert van bovenstaande samenstelling vond plaats op 13 mei 1979. Stolt werd opgevolgd door Max Åhman.  

## InsideOut Music
Deze box bestaat uit vijf compact disc waarvan het vierde gereserveerd is voor live-opnamen samengesteld door Lundin:
- in deze bezetting zijn op 25 mei 1978 vastgelegd: 1.Total förvirring (8:42), 2.Skenet bedrar (16:29), 3.Visan i sommaren (3:25), 4.En igelkotts död/:Ömson sken (4:35), 5.Inget nytt under solen (8:02), 6.Copenhagen House-jam (5:48), 7.Flytet (2:54; opgenomen in Huset in Kopenhagen
- In de bezetting Bergman, Eriksson, Lundin, Stolt zijn op 2 maart 1976 vastgelegd: 8.Musiken är ljuset (7:30), 9.Se var morgen gry (9:13); opgenomen in Östanåskolan, Eksjö
- In de bezetting Bergman, Eriksson, Lundin, Stolt is op 7 april 1977 vastgelegd: 10.Noise-village-stone-frog (5:39). Opgenomen in Bullerbyn, Stockholm
- In de bezetting Bergman, Eriksson, Lundin, Stolt is op 27 april 1977 vastgelegd: 11.Oceaner föder liv (7:05), opgenomen in Stenungsundgymnasiet, Stenungsund